# Mount Cook, Antarktis
Mount Cook är ett berg i Antarktis. Det ligger i Östantarktis. Australien gör anspråk på området. Toppen på Mount Cook är 1 900 meter över havet.
Terrängen runt Mount Cook är huvudsakligen lite kuperad. Mount Cook är den högsta punkten i trakten. Trakten är obefolkad. Det finns inga samhällen i närheten.